# Llacs d'Ounianga
Els llacs d'Ounianga (també conegut com els llacs de Wanyanga) són un conjunt de divuit llacunes interconectades alimentades per aigües subterrànies situades al nord del Txad i que ocupen una extensió de 62.808 ha. N'hi ha tant d'aigua salada com d'aigua dolça, encara que la salinitat depèn del nivell d'aigua del que disposi el llac. Es divideixen en dos conjunts, separats per uns 40 km. El primer grup està format per 4 llacs on el llac Yoan és el més gran. El segon grup el conforma un total de 14 llacs, alguns amb abundant vegetació i presència de peixos; el més gran és el llac Telli.
L'any 2012 es declararen Patrimoni de la Humanitat.

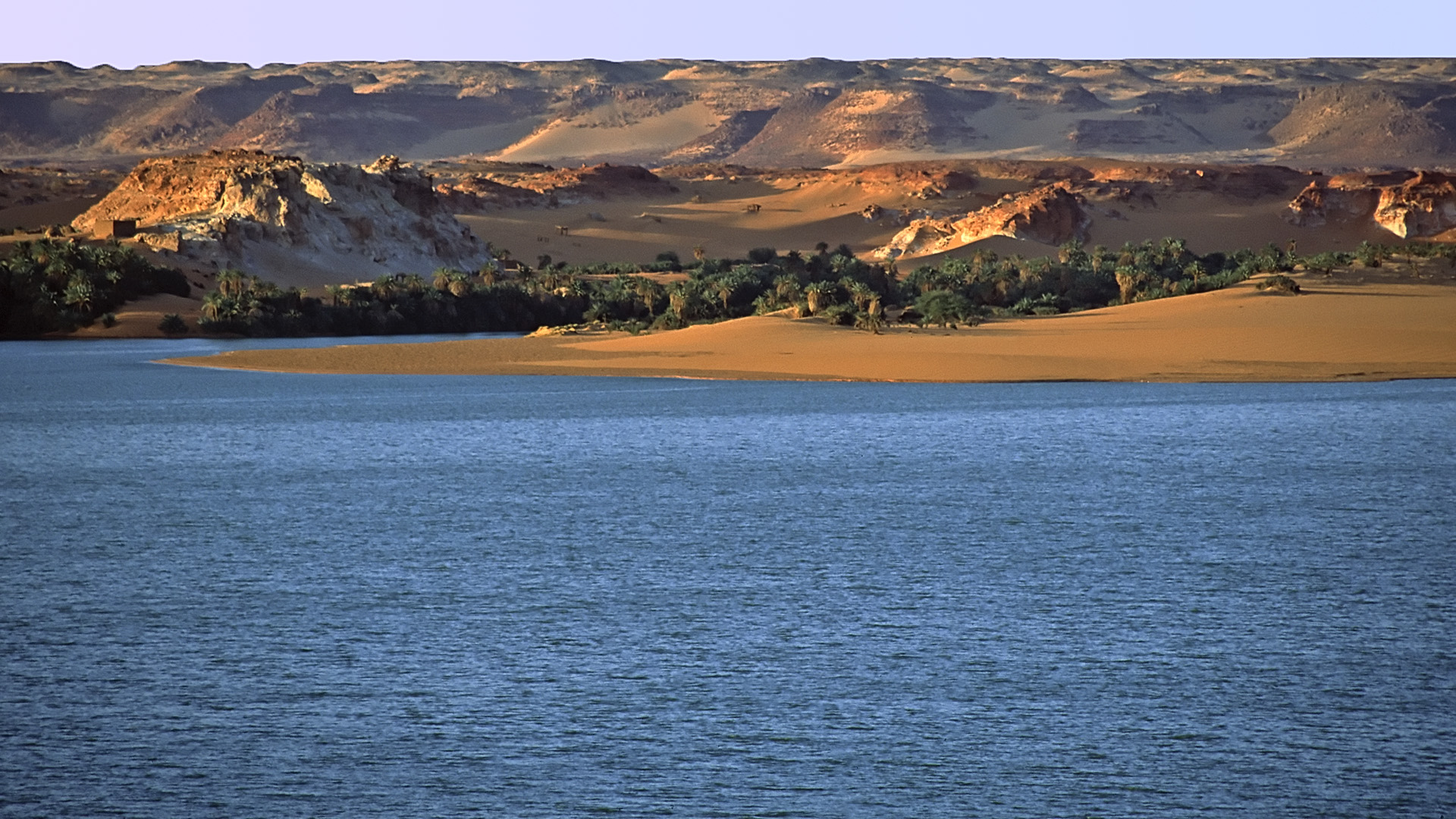
Llac Yoan